# 拉斯霍韦茨农村居民点
拉斯霍韦茨农村居民点（俄语：Расховецкое сельское поселение）是俄罗斯联邦别尔哥罗德州克拉斯诺耶区所属的一个农村居民点。其下辖有7个居民点，行政中心为拉斯霍韦茨。据2016年统计，该农村居民点的人口为923人。